# Малая Сива
Малая Сива — река в России, протекает в Сивинском районе Пермского края. Устье реки находится в 52 км по правому берегу реки Сива. Длина реки составляет 27 км. В 14 км от устья принимает слева реку Чернавка.
Исток реки на Верхнекамской возвышенности на границе с Республикой Удмуртия в 10 км юго-западнее посёлка Северный Коммунар. Исток лежит на водоразделе, рядом берёт начало река Нилкам. Малая Сива течёт на северо-восток, протекает посёлок Северный Коммунар и деревни Серафимовское и Быкова. В посёлке Северный Коммунар на реке запруда. Притоки — Бортевка, Алтын, Чернавка, Сытниковка (левые); Сосновка (правый). Впадает в Сиву ниже деревни Томарово.

## Данные водного реестра
По данным государственного водного реестра России относится к Камскому бассейновому округу, водохозяйственный участок реки — Кама от города Березники до Камского гидроузла, без реки Косьва (от истока до Широковского гидроузла), Чусовая и Сылва, речной подбассейн реки — бассейны притоков Камы до впадения Белой. Речной бассейн реки — Кама.
По данным геоинформационной системы водохозяйственного районирования территории РФ, подготовленной Федеральным агентством водных ресурсов:
- Код водного объекта в государственном водном реестре — 10010100912111100009370
- Код по гидрологической изученности (ГИ) — 111100937
- Код бассейна — 10.01.01.009
- Номер тома по ГИ — 11
- Выпуск по ГИ — 1